# Clanwar

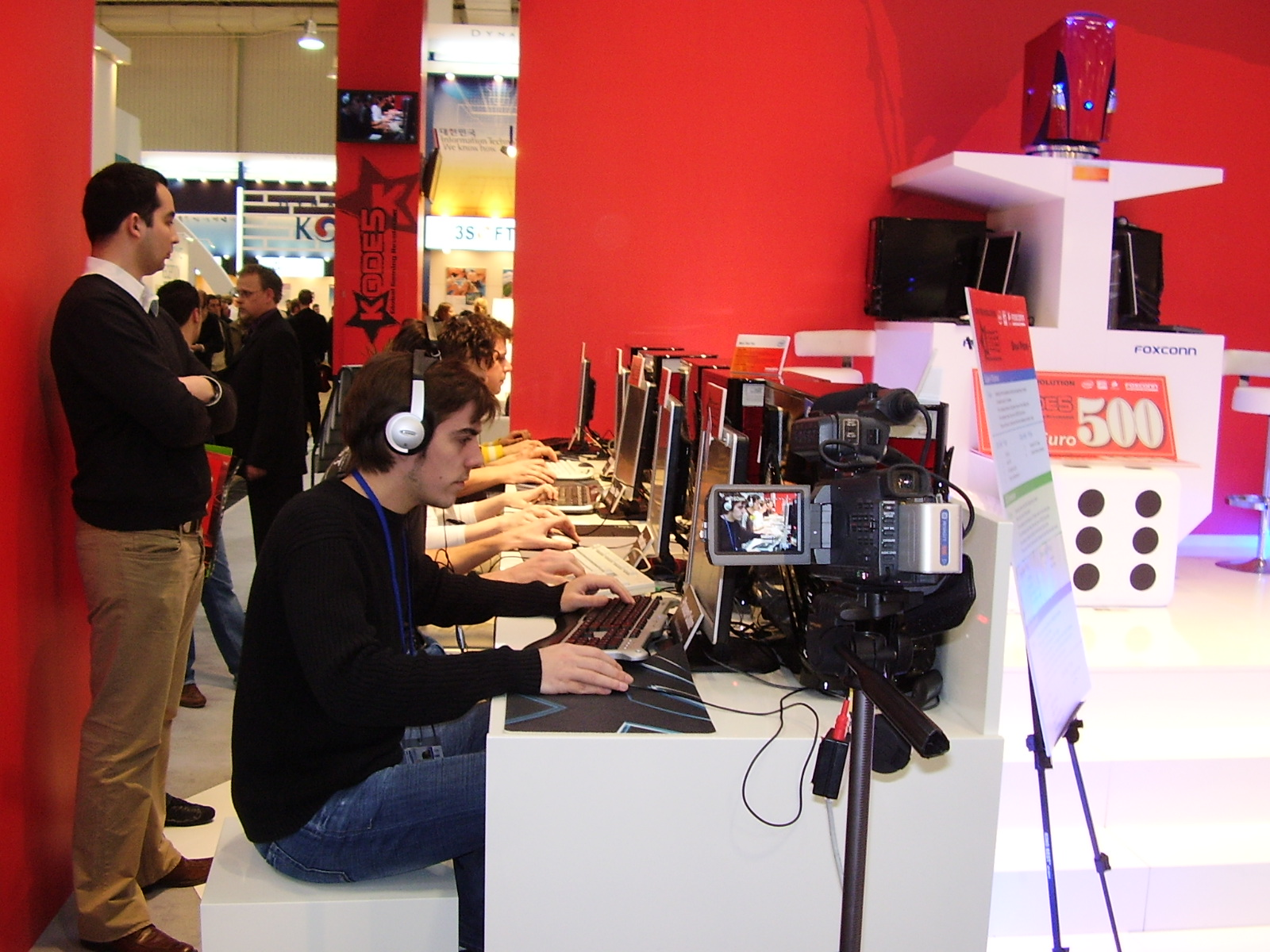
Enkele personen die een clanwar spelen

Een clanwar is een treffen tussen verschillende groepen van mensen die computerspellen spelen.
Wanneer een groep mensen regelmatig samen computerspellen speelt, soms zelfs regelmatig samen traint, noemen ze zichzelf vaak een clan. Zo'n clan geeft zichzelf ook een naam, deze kunnen grappig bedoeld zijn of kunnen zeer dreigend overkomen. Zo kennen we bijvoorbeeld Teddybears in Disguise, maar ook Team Pandemic.
In een clanwar komen de clans uit tegen elkaar om te bepalen welke clan de beste is. Soms is het een vriendschappelijke krachtmeting, maar het kan ook in competitieverband zijn. Via websites zoals ClanBase worden de ranglijsten bijgehouden. Hierdoor ontstaat er een gestructureerde competitie waarin clans tegen elkaar spelen. Het is vergelijkbaar met een voetbalcompetitie.
In sommige gevallen wordt er, na een clanwar, nog weken op een forum gediscussieerd wie nou de échte winnaar was, wat tot veel irritatie en hilariteit leidt; iets wat bij een clanwar hoort. Door de nieuwe technieken binnen de computerspelletjeswereld zijn veel problemen en discussies verleden tijd.